# Ectatomma
Genre
Ectatomma est un genre de fourmis neotropicales de la sous-famille des Ectatomminae. Ce genre comprend des espèces actuelles et une éteinte.

## Répartition et habitat
Ectatomma est l'un des genres les plus communs dans la région néotropicale, la plupart des espèces se rencontrent en Amérique du Sud, mais d'autres peuvent être trouvées en Amérique centrale ainsi que des populations clairsemées dans les Caraïbes. Elles vivent dans les forêts tropicales, les savanes, les environnements secs et les zones cultivées.

## Liste des espèces
Selon Catalogue of Life (16 mai 2025) :
- Ectatomma brunneum Smith, 1858
- Ectatomma confine Mayr, 1870
- Ectatomma edentatum Roger, 1863
- Ectatomma gibbum Kugler & Brown, 1982

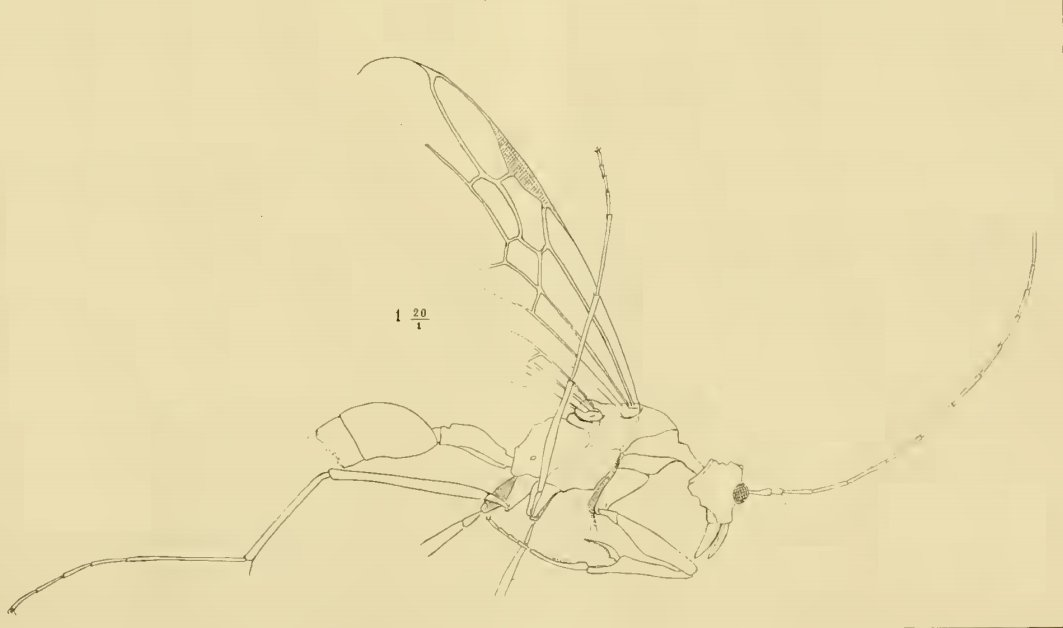
Ectatomma gracile, dessin de l'holotype mâle.

- Ectatomma goninion Kugler & Brown, 1982
- †Ectatomma gracile Emery, 1891
- Ectatomma lugens Emery, 1894
- Ectatomma muticum Mayr, 1870
- Ectatomma opaciventre (Roger, 1861)
- Ectatomma parasiticum Feitosa & Fresneau, 2008
- Ectatomma permagnum Forel, 1908
- Ectatomma planidens Borgmeier, 1939
- Ectatomma ruidum (Roger, 1860)
- Ectatomma suzanae Almeida Filho, 1986
- Ectatomma tuberculatum (Olivier, 1792)
- Ectatomma vizottoi Almeida Filho, 1987